# 商标显著性
商标的显著性（distinctiveness），又称商标的识别性或商标的区别性，是指商标所使用的标识，应该具有便于识别、不与他人在先取得的合法权利冲突、或者通过高知名度取得的显著特征。

## 显著性的强度
商标根据其显著性的强度可以由强至弱分为五类，分别是：
1. 臆造商标（fanciful marks）
2. 随意商标（arbitrary marks）
3. 暗示商标（suggestive marks）
4. 描述性商标（descriptive marks）
5. 通用名称商标（generic terms）

其中，臆造商标、随意商标、暗示商标被认为是显著性较强的商标（strong mark），一般在注册的时候容易被接受。而描述性商标和通用名称商标被认为是显著性较弱的商标（weak mark），注册时往往容易被拒绝或者需要更多资料来说明其显著性。

## 显著性的获得
除了使用显著性较强的商标外，如果能够证明一个显著性较弱的商标获得了“第二含义”（secondary meaning），这个商标也可能被接受。一般第二含义可以通过大量使用，提升知名度等方式获得。但如果第二含义逐渐发展，也有可能使某个商标成为通用名称，导致其不再具有显著性。